# حزب البعث العربي الاشتراكي الليبي
حزب البعث الاشتراكي العربي الليبي حزب سياسي في ليبيا أنشئ في الخمسينات من القرن العشرين على يد عمرو طاهر. وهو الفرع الإقليمي الليبي لحزب البعث العربي الاشتراكي. وفي أعقاب انقسام عام 1966، كان مرتبطا بحزب البعث بقيادة عراقية.

## التاريخ
كانت البعثية قوة سياسية رئيسية في ليبيا بعد إنشاء الجمهورية العربية المتحدة. وقد اجتذب العديد من المثقفين إلى إيديولوجية البعث خلال السنوات الأخيرة من المملكة الليبية. ومع ذلك، وبمساعدة من الدعاية الناصرية، قام عدة أشخاص من البعثيين بتغيير انتماءاتهم وأصبحوا ناصريين بدلا من ذلك. كان نمو هذه الأيديولوجيات القومية العربية مصدر قلق للحكومة، مما أدى إلى سجن العديد من الضباط العسكريين الناصريين والبعثيين في أوائل الستينيات. كان البعثيون متهمين بالعمل على قلب النظام السياسي والاقتصادي والاجتماعي في المملكة؛ وتراوحت الأحكام بين كل شيء وبين ثمانية أشهر وسنتين وأحيانا وصل إلى الإعدام (كما حدث لمحمد الصادق هلال).
في عام 1964، تمكن الفرع الإقليمي الليبي فقط من إنشاء مستوى أدنى من القيادة الإقليمية، وهو مستوى القسم الفرعي. وقدر الأخصائي السوري جون ديفلين أن الفرع الإقليمي الليبي كان يضم 50 و150 عضوا في عام 1964.
بعد الانقلاب عام 1969 ضد الملك إدريس، تم تأسيس حكومة ثورية جديدة بقيادة معمر القذافي. وتم الاعتراف بالحكومة بوصفها ناصرية لأن الإدارة الجديدة أعلنت هدفها «الحرية والاشتراكية والوحدة» بدلاً من «الوحدة والحرية والاشتراكية» (شعار حزب البعث). كان هذا التغيير في الترتيب مهمًا بسبب الانقسام الأيديولوجي بين البعثيين والناصريين. بعد ثورة القذافي، تم إنشاء العديد من اللجان الشعبية. هذه اللجان (التي كان يقودها الناس في البداية) ألقت القبض على عدة بعثيين.
تم اعتقال عامر طاهر الدغيس، مؤسس فرع حزب البعث الليبي، في وقت لاحق من قبل قوات الأمن التابعة للقذافي، وتوفي بعد ثلاثة أيام في السجن. ويدعى أن وفاة دغيس قد أشعلت مظاهرة واسعة النطاق ضد الحكومة (تم سحقها)، تلا ها سجن العديد من البعثيين البارزين.. في عام 1982، بدأت المحاكمة التي اتهم فيها 25 من البعثيين الليبيين بالانتماء إلى منظمة غير قانونية وتم إطلاق سراحهم بعد تعرضهم للتعذيب. وفي العام التالي، تمت محاكمتهم مرة أخرى بسبب الجريمة نفسها: فقد حُكم على ثلاثة بالإعدام بينما حكم على آخرين بالسجن مدى الحياة. وقد أدت عمليات الاعتقال والمحاكمة التي جرت في الثمانينات إلى حل منظمة البعث الإقليمية الليبية.

## الإرث
تأسست الحركة الوطنية الليبية، وهي منظمة قومية عربية، على يد المحامي البعثي عمران برويس. تم تمويل الحركة الوطنية الليبية (لا تزال موجودة) في الأصل من قبل البعثيين العراقيين وأنتجت مواد دعائية عالية الجودة نسبياً. على سبيل المثال، أصدرت شرائط صوتية تم تهريبها إلى ليبيا مع صوت الطليعة خلال الثمانينيات. وأنتجت المنظمة أيضا برامج إذاعية لصالح إذاعة بغداد.